# Blanka de Montferrat

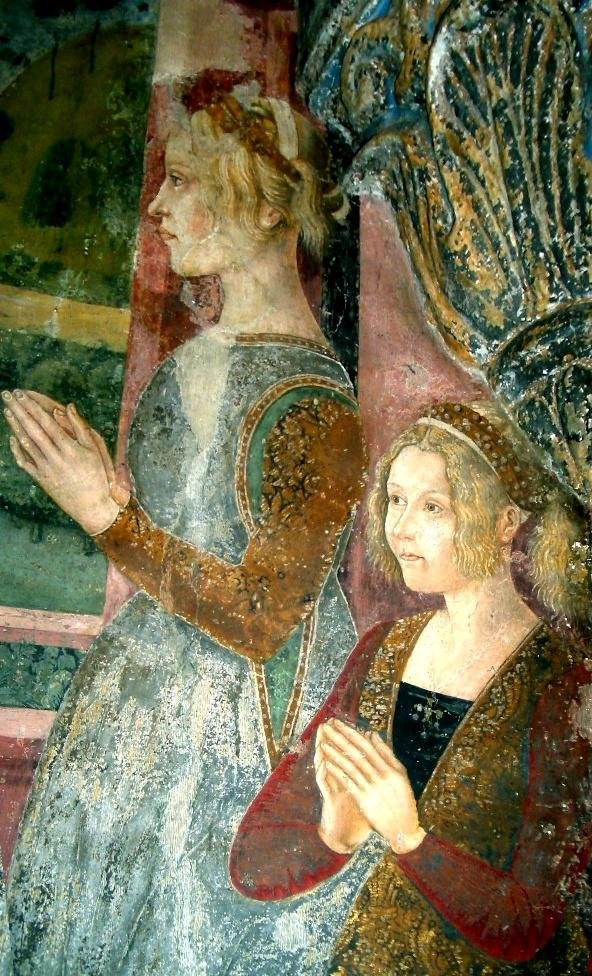
Fresk przedstawiający Blank de Montferrat znajdujący się w Katedrze Świętej Małgorzaty, Crea

Blanka de Montferrat (ur. 1472, zm. 30 marca 1519)  – księżna Sabaudii i Piemontu, hrabina Aosty i Maurienne 1482–1490, tytularna królowa Cypru i Jerozolimy, margrabini Saluzzo w latach 1490-1496. 

## Życiorys
Była córką Wilhelma VIII Paleologa, margrabiego Montferratu i Elisabetty Marii Sforzy, córki Franciszka I, księcia Mediolanu. 1 kwietnia 1485 poślubiła Karola I Wojownika, księcia Sabaudii i Piemontu. Para miała dwoje dzieci:
- Jolantę Ludwikę Sabaudzką (1487–1499), żonę Filiberta II Pięknego
- Karola II Jana Amadeusza (1489–1496)

Blanka sprawowała rządy w imieniu swojego syna Karola II Jana Amadeusza w latach 1490-1496. 